# Capitaine Lahuche
 (juillet 2025).
Motif : Absence de sources
- Archive Wikiwix
- Bing
- Cairn
- DuckDuckGo
- E. Universalis
- Gallica
- Google
- G. Books
- G. News
- G. Scholar
- Persée
- Qwant
- (zh) Baidu
- (ru) Yandex
- (wd) trouver des œuvres sur Wikidata

| 1. | Préciser le motif de la pose du bandeau. | Précisez le motif de la pose du bandeau en utilisant la syntaxe suivante : {{admissibilité à vérifier\|date=juillet 2025\|motif=remplacez ce texte par le motif}}                      |
| 2. | Informer les utilisateurs concernés.     | Pensez à avertir le créateur de l'article, par exemple, en insérant le code ci-dessous sur sa page de discussion : {{subst:avertissement admissibilité à vérifier\|Capitaine Lahuche}} |

Capitaine Lahuche est une série de bande dessinée belge de Francis, aidé par plusieurs scénaristes : Jean-Marie Brouyère, Bruno, Lemasque et Mittéï.

## Synopsis
Lahuche est le capitaine d'un remorqueur : Le Tyran d'eau. Ce bateau a la particularité de ne jamais rien remorquer mais de transporter des passagers. Parmi ceux-ci, on trouve un habitué, un Anglais nommé
Hamington. On ne sait pas réellement où cet Anglais veut aller, mais sa présence est bien utile pour financer le carburant du bateau et la nourriture de l'équipage ou pour participer aux corvées du bord. Parfois, le remorqueur se métamorphose en yacht pour croisières de rêve. Bien souvent, il transporte des (savants) fous ou des bandits.

## Personnages
Capitaine Lahuche : Capitaine du bateau le Tyran d'eau, il dirige tant bien que mal son équipage et doit subir les caprices de son meilleur client Hamington, un anglais richissime.
Le Cuistot : Cuisinier du Tyran d'eau. Il est constamment malade et commence/termine ses phrases par « beurk!"; "beuh!!! »... Sa cuisine semble ne pas être appréciée par l'équipage et surtout Lahuche.
Le Timonier : Pilote du Tyran d'eau. Jovial et optimiste, il commence presque toutes ses phrases par « Vous allez rire ». Il agace profondément Lahuche mais il lui reste fidèle.
L'Homme en Noir : Membre de l'équipage du Tyran d'eau. Il est constamment recouvert de suie. On ne sait rien de lui mais il jouera un rôle important dans le tout premier album.
Le Mécano : Mécanicien du Tyran d'eau. Son incompétence et sa stupidité font enrager Lahuche.
Le Radio : Radio du Tyran d'eau. Ses machines sont en très mauvais état, un gag récurrent consiste à ce qu'il s'étrangle avec un de ses fils qui traînent sur le bateau.
Hamington : Meilleur client de Lahuche. Il confie à Lahuche des missions périlleuses avec un prix qui mène l'équipage souvent dans de grandes aventures.

## Publication

### Albums
Cette série est rééditée en ligne sur Internet par le Coffre à BD.

### Revues
Le Capitaine Lahuche et son navire Le Tyran d'eau vont vivre leurs deux dernières aventures de 44 planches sous la plume de Mittéï et le crayon de Francis en 1976 et 1977, pas d'album publié.